# Apinagia divertens
Apinagia divertens là một loài thực vật có hoa trong họ Podostemaceae. Loài này được Went mô tả khoa học đầu tiên năm 1910.